# Nannosciurus melanotis
Nannosciurus melanotis là một loài động vật có vú trong họ Sóc, bộ Gặm nhấm. Loài này được Müller mô tả năm 1840.